# Santa Susanna (Duquesnoy)
La Santa Susanna è una statua in marmo realizzata dallo scultore fiammingo François Duquesnoy. 

## Storia e Descrizione
L'opera è una di quattro sculture di vergini e martiri romane commissionate dalla Corporazione dei Fornai per decorare la chiesa di Santa Maria di Loreto a Roma. L'opera fu completata nel corso di quattro anni dal 1629 al 1633. Giovanni Pietro Bellori, paragonando l'impresa del Duquesnoy con la Santa Susanna a quella di Policleto con il suo Doriforo, commentò: "[Duquesnoy] ha lasciato agli scultori moderni l'esempio di statua vestita, e ciò lo ha reso più che eguale al miglior scultore antico". La statua è considerata dagli studiosi moderni un'esemplificazione dell'"ideale greco" del Duquesnoy, che include un approccio al drappeggio che andava contro corrente all'epoca, stabilito attraverso lo studio di modelli antichi da parte del Duquesnoy.
La maniera greca del Duquesnoy avrebbe poi influenzato Johann Joachim Winckelmann, e attraverso di lui il movimento neoclassico. Jacob Burckhardt considerava la scultura "la migliore statua del XVII secolo". Con i suoi drappeggi aderenti giustapposti al suo sguardo e ai suoi vestiti modesti, la Santa Susanna del Duquesnoy era considerata dai contemporanei una "miscela di erotismo e modestia". La figura segue il concetto in base al quale "il drappeggio non dovrebbe essere così spesso da farlo sembrare pietra, ma deve essere disposto intorno al corpo in pieghe, in modo che il nudo sotto sia a volte distinguibile, ma a volte nascosto, artisticamente, senza alcuna durezza che possa oscurare i membri della figura". Tale approccio era in contrasto con lo spettro della scultura contemporanea, in particolare con l'uso espressivo di drappeggi pesanti e fluttuanti del Bernini. La Santa Susanna del Duquesnoy non guarda in alto al cielo, ma in basso verso l'umanità, con la mano che indica l'altare. Anche questo era in contrasto con l'esuberanza e la mistificazione di naturalezza e umanità del Bernini.
La Santa Susanna destò una forte impressione agli artisti e critici contemporanei, suscitando "ammirazione così come dibattito critico sul suo stile e rapporto con l'antico". Tuttavia, la scultura rimase poco conosciuta fuori Roma fino al XVIII secolo. All'inizio del XVIII secolo, l'incisione della statua da parte di Domenico de Rossi contribuì inizialmente ad accrescerne la fama, che si consolidò a livello internazionale quando una copia di Coustou fu completata e inviata all'Accademia di Parigi al Louvre nel 1739.